# Теннисный чемпионат Дубая 2011
Теннисный чемпионат Дубая 2011 года — ежегодный профессиональный теннисный турнир в серии ATP 500 для мужчин и премьер серии для женщин. Соревнования проводилось на открытых хардовых кортах в Дубае, ОАЭ. Мужчины выявили лучших в 19-й раз, а женщины — в 11-й. Турнир прошёл с 14 по 27 февраля: первую неделю лучших выявляли женщины, а вторую — мужчины.
Прошлогодние победители:
- мужчины одиночки —  Новак Джокович
- женщины одиночки —  Винус Уильямс
- мужчины пары —  Симон Аспелин /  Пол Хенли
- женщины пары —  Нурия Льягостера Вивес /  Мария Хосе Мартинес Санчес

## Соревнования

### Мужчины одиночки
Новак Джокович обыграл  Роджера Федерера со счётом 6-3, 6-3.
- Джокович выиграл свой второй одиночный турнир на соревнованиях ассоциации в году и 20й в карьере. На этом турнире он победил в 3й раз подряд.
- Федерер во второй раз вышел в финал одиночного турнира на соревнованиях ассоциации в году и 96й в карьере.

### Женщины одиночки
Каролина Возняцки обыграла  Светлану Кузнецову со счётом 6-1, 6-3.
- Возняцки выиграла свой первый одиночный турнир на соревнованиях ассоциации в году и 13й в карьере.
- Кузнецова в первый раз вышла в финал одиночного турнира на соревнованиях ассоциации в году и 32й в карьере.

### Мужчины пары
Сергей Стаховский /  Михаил Южный обыграли  Жереми Шарди /  Фелисиано Лопеса со счётом 4-6, 6-3, [10-3].
- Стаховский выиграл свой первый парный турнир на соревнованиях ассоциации в году и 3й в карьере.
- Южный выиграл свой первый парный турнир на соревнованиях ассоциации в году и 8й в карьере.

### Женщины пары
Лизель Хубер /  Мария Хосе Мартинес Санчес обыграли  Квету Пешке /  Катарину Среботник со счётом 7-6(5), 6-3.
- Хубер выиграла свой первый парный турнир на соревнованиях ассоциации в году и 44й в карьере.
- Мартинес Санчес выиграла свой первый парный турнир на соревнованиях ассоциации в году и 14й в карьере.